# Confetti (canção de Little Mix)
"Confetti" é uma canção do girlgroup britânico Little Mix de seu sexto álbum de estúdio de mesmo nome. A canção foi originalmente lançada pela RCA UK em 4 de novembro de 2020, como o terceiro single promocional do álbum. Foi escrita por MNEK, Kamille, Maegan Cottone e TMS, o qual produziu a canção.
Um remix de "Confetti" com a rapper americana Saweetie foi lançado em 29 de abril de 2021, como o quarto e último single do álbum. O remix marcou a primeira música do Little Mix como um trio, após a saída da ex-membro da banda Jesy Nelson em dezembro de 2020. Um videoclipe para o remix foi lançado no mesmo dia do lançamento da música. O remix também estão incluídos nas edições em vinil do álbum Record Store Day, com lançamento previsto para 12 de junho.. "Confetti" estreou em 14 de maio.

## Antecedentes
A versão solo da canção foi lançada em 4 de novembro de 2020, dois dias antes do lançamento do álbum pai em 6 de novembro de 2020. A versão remix de "Confetti" apresenta a rapper americana Saweetie. Little Mix anunciou o remix em 22 de abril de 2021 através de suas redes sociais, postando um anúncio em vídeo. O remix foi lançado em 30 de abril de 2021 e serviu como o quarto e último single de seu sexto álbum de estúdio de mesmo nome. A versão remix da música não inclui os vocais da ex-membro Jesy Nelson, pois isso marcou o primeiro lançamento do grupo após sua saída do grupo em 2020, embora seu verso tenha sido incluído na versão do álbum. O remix também foi incluído como faixa bônus nas edições de vinil do álbum Record Store Day, lançado em 12 de junho de 2021.
Em uma entrevista para a Euphoria Magazine, a integrante Perrie Edwards compartilhou seus pensamentos sobre a música, dizendo: "Nós amamos a música 'Confetti', ela sempre foi uma das nossas favoritas e sabemos pelas redes sociais que os fãs também a adoram!". "Pareceu certo fazer uma versão atualizada da música e dar um momento!" Jade Thirlwall acrescentou. Falando sobre o videoclipe, Leigh-Anne Pinnock disse: "Nós realmente sentimos que pode ser um de nossos melhores vídeos. Estamos muito animados para que todos vejam". Após a saída de Nelson do grupo em 2020 e fazer essa música como seu primeiro lançamento desde então, Thirlwall afirmou: "É apenas aprender a se adaptar. Acho que é muito emocionante. E começamos bem como três, tendo nosso No. 1 single no Reino Unido. Isso foi tipo, 'Oh, uau, isso é um bom sinal, bom presságio, que este ano vai ser bom para nós. " Para divulgar a música, o grupo também apareceu na capa da Revista Euphoria, um dia antes do lançamento da música. A Little Mix lançou um filtro com o tema "Confetti" no Instagram também para promover o single.

## Composição e letra
"Confetti" é uma música pop escrita por Tom Barnes, Pete Kelleher, Ben Kohn, Camille Purcell, Uzoechi Emenike, Maegan Cottone, com Saweetie escrevendo seus versos na versão remix. A música foi produzida exclusivamente por TMS. Com uma duração total de três minutos e cinco segundos. De acordo com a partitura publicada em Musicnotes.com pela BMG Rights Management, a canção foi escrita em Lá menor.
Liricamente, a música contém letras autossuficientes e fala sobre ser forte e celebrar a independência após um rompimento. A música também promove um foco no prazer individual da vida, uma falta de preocupação com os homens e relacionamentos e uma apreciação pelo que se tem aqui e agora. Musicalmente, a música é uma reminiscência de uma compilação de sucessos do início dos anos 2000 e encapsula o tom alegre do álbum como um todo.
Em uma entrevista ao Nylon, Pinnock afirmou que a música também é sobre "empoderamento feminino". Ela acrescentou: "Acho que é o que fazemos de melhor. Então, absolutamente amamos ter mulheres em nossas músicas". Pinnock continuou descrevendo a característica de Saweetie no remix como "perfeita" e acrescentou "Ela é definitivamente alguém que sentimos que incorpora [o empoderamento feminino].” 

## Videoclipe
O videoclipe de "Confetti", dirigido por Samuel Douek, e foi lançado junto com o remix em 30 de abril de 2021. O videoclipe se passa em uma boate e mostra as integrantes do Little Mix tendo um confronto com elas mesmas como Doppelgänger masculinos. Saweetie aparece no vídeo, entregando seu verso de uma rua ao ar livre enquanto usa estampa de leopardo. O vídeo apresenta participações especiais de A'Whora, Tayce e Bimini Bon-Boulash, três drag queens da RuPaul's Drag Race do Reino Unido.

## Performances ao vivo
Em 14 de maio de 2021, Little Mix estreou uma versão acústica de "Confetti" em uma transmissão ao vivo do YouTube. Eles também cantaram a música em uma transmissão ao vivo do TikTok em 20 de maio.

## Performance comercial
A versão solo de "Confetti" foi originalmente lançada como o terceiro single promocional e alcançou a posição 23 no Official UK Singles Chart. Também alcançou o top 20 na Irlanda e na Nova Zelândia, e também alcançou o top 20 na Hungria, Portugal e Escócia, nos números 10, 126 e 95, respectivamente.
A versão remix de "Confetti", que apresenta a rapper americana Saweetie, estreou como número um no Big Top Oficial 40 em 2 de maio de 2021. A canção mais tarde alcançou um novo pico de número nove no Official UK Singles Charts e mais tarde foi certificada como ouro pela British Phonographic Industry (BPI) e pela Pro-Música Brasil, pelas 20,000 cópias vendidas no Brasil. O remix também chegou à Bélgica, Nova Zelândia e Venezuela, nos números 34, 15 e 90, respectivamente.

## Faixas e formatos
Download digital e streaming
1. "Confetti" – 2:47

Download digital e streaming – featuring Saweetie
1. "Confetti" (featuring Saweetie) – 3:05

Download digital e streaming – featuring Saweetie, Billen Ted remix
1. "Confetti" (featuring Saweetie, Billen Ted remix) – 3:01

Download digital e streaming – featuring Saweetie, Blinkie remix
1. "Confetti" (featuring Saweetie, Blinkie remix) – 3:51

Download digital e streaming – versão acústica
1. "Confetti" (acoustic) – 3:13

## Créditos e produção
Créditos adaptados do Tidal.
- Little Mix – vocais
- Saweetie – vocal, Compositora (remix)
- TMS –  produção
  - Ben Kohn –  compositor, guitarra, programação
  - Peter Kelleher – composição, teclado, sintetizadores
- Tom Barnes – composição, baixo, bateria
- Camille Purcell – composição
- MNEK - composição, produção vocal
- Maegan Cottone – composição, produção vocal
- Randy Merrill – masterização
- Bill Zimmerman – engenharia
- Phil Tan – mixagem
- Chris Bishop – produção adicional
- Sam Klempner – produção adicional
- Raphaella –  produção adicional

## Charts

### Versão solo
| Chart (2020–2021)                | Posição |
| -------------------------------- | ------- |
| Escócia (Scottish Singles Chart) | 95      |
| Guatemala Anglo (Monitor Latino) | 15      |
| Hungria (Single Top 40)          | 10      |
| Irlanda (IRMA)                   | 17      |
| Macedônia (Radiomonitor)         | 18      |
| Nova Zelândia Hot Singles (RMNZ) | 12      |
| Portugal (AFP)                   | 126     |
| Reino Unido (UK Singles Chart)   | 23      |
| Venezuela Anglo (Monitor Latino) | 13      |

### Versão remix
| Chart (2021)                                  | Posição |
| --------------------------------------------- | ------- |
| Bélgica (Ultratip Bubbling Under de Flandres) | 34      |
| Estados Unidos (Billboard Digital Song Sales) | 48      |
| Euro Digital Songs (Billboard)                | 4       |
| Mundo (Billboard Global 200)                  | 125     |
| Nova Zelândia Hot Singles (RMNZ)              | 15      |
| Reino Unido (UK Singles Chart)                | 9       |
| Venezuela (Record Report)                     | 70      |

## Certificações
| Brasil | PMB | Ouro  | 20,000‡  |
| Reino Unido | BPI | Prata | 200,000‡ |
| * Número de vendas definido com base apenas no nível de certificação. ^ Número de embarques definido com base apenas no nível de certificação. ‡vendas+streaming definido com base apenas no nível de certificação. |     |       |          |

## Histórico de lançamento
| Região | Data                  | Versão                                | Formato(s)                 | Gravadora | Ref.   |
| ------ | --------------------- | ------------------------------------- | -------------------------- | --------- | ------ |
| Vários | 4 de novembro de 2020 | Versão do álbum                       | Download digital Streaming | RCA UK    | [ 19 ] |
| Vários | 30 de abril de 2021   | Versão com Saweetie                   | Download digital Streaming | RCA UK    | [ 20 ] |
| Vários | 14 de maio de 2021    | Versão com Saweetie, Billen Ted remix | Download digital Streaming | RCA UK    | [ 21 ] |
| Vários | 28 de maio de 2021    | Versão com Saweetie, Blinkie remix    | Download digital Streaming | RCA UK    | [ 22 ] |
| Vários | 28 de maio de 2021    | Versão acústica                       | Download digital Streaming | RCA UK    | [ 23 ] |